# シーシュポスの神話
『シーシュポスの神話』（フランス語: Le Mythe de Sisyphe）は、アルベール・カミュの随筆。不条理について考察する哲学的な内容のもの。出版社によっては『シシュポスの神話』とも表記される。

## 内容
本書は「不条理の推論」、「不条理な人間」、「不条理な創造」、「シーシュポスの神話」と題された4章からなり、冒頭では「真に哲学的な問題は一つしかない。それは自殺についてである。」と問題提起をしている。そして不条理を克服する反抗の可能性から、自殺は反抗ではないとした。更に宗教の盲信や実存主義の哲学者を念頭に、形而上学への逃避も「哲学的自殺」として退けた。続いて「不条理な人間」ではドン・ファンについて、「不条理な創造」では『カラマーゾフの兄弟』を始めとするドストエフスキーの作品についての考察がなされる。最後の「シーシュポスの神話」では、不条理が受け入れられることにより世界が意味を持たないことに気づき、個としての我々はシーシュポスさながらの世界に対する反抗によって自由になりえると結論づけた。
神を欺いたことで、シーシュポスは神々の怒りを買ってしまい、大きな岩を山頂に押して運ぶという罰を受けた。彼は神々の言い付け通りに岩を運ぶのだが、山頂に運び終えたその瞬間に岩は転がり落ちてしまう。同じ動作を何度繰り返しても、結局は同じ結果にしかならないのだった。カミュはここで、人は皆いずれは死んで全ては水泡に帰す事を承知しているにも拘わらず、それでも生き続ける人間の姿を、そして人類全体の運命を描き出した。

## 日本語訳
- カミュ「シジフォスの神話」矢内原伊作訳、『シジフォスの神話』新潮社、1951年。NDLJP:1690625（改版あり）
- カミュ「シーシュポスの神話」清水徹訳、『新潮世界文学 49』新潮社、1969年。
- カミュ「シーシュポスの神話」清水徹訳、『異邦人・シーシュポスの神話』佐藤朔・高畠正明 編、新潮社〈カミュ全集 2〉、1972年。
- カミュ『シーシュポスの神話』清水徹訳、新潮文庫、1969年7月。
  - カミュ『シーシュポスの神話』清水徹訳（60刷改版）、新潮文庫、2006年9月。ISBN 4-10-211402-5。現行版、電子書籍化